# Dean Martin
Dean Martin (pravo ime Dino Paul Crocetti), ameriški pevec in filmski igralec, * 7. junij 1917, Steubenville, Ohio, † 25. december 1995, Beverly Hills, Kalifornija.
Martin je bil eden najbolj znanih glasbenikov 1950. let. Njegovi največji hiti vključujejo; Memories Are Made Of This, That's Amore, Everybody Loves Somebody, Mambo Italiano, Sway, Return To Me in Volare.